# Șevcenka, Mîhailivka
Șevcenka (în ucraineană Шевченка) este un sat în comuna Rozdol din raionul Mîhailivka, regiunea Zaporijjea, Ucraina.

## Demografie
Componența lingvistică a localității Șevcenka
     Ucraineană (92,98%)
     Rusă (7,02%)
Conform recensământului din 2001, majoritatea populației localității Șevcenka era vorbitoare de ucraineană (92,98%), existând în minoritate și vorbitori de rusă (7,02%).